# Voo Qantas 32
O Voo Qantas 32 foi uma rota regular de passageiros da companhia aérea australiana Qantas, que partia do Aeroporto Heathrow, fazia escala no Aeroporto de Singapura e tinha como destino o Aeroporto de Sydney e esta rota era operada pelo Airbus A380. Em 4 de outubro de 2010, logo após decolar de Singapura, sofreu uma falha no motor e fez um pouso de emergência em Singapura. Este incidente foi o primeiro envolvendo o A380, o maior avião de passageiros do mundo. Na inspeção, verificou-se que um disco do segundo motor Rolls-Royce Trent 900 da aeronave havia se desintegrado. A aeronave também tinha sofrido danos na asa, tanque de combustível, trem de pouso. Além disso, este motor se incendiou, fogo que se extinguiu automaticamente.
A aeronave foi registrada na Austrália como VH-OQA, e foi designada Nancy Bird-Walton. Esta aeronave foi o primeiro A380 entregue para a Qantas. A falha ocorreu enquanto sobrevoavam a Ilha Batam, na Indonésia. Depois, o avião retornou para Changi quase duas horas após a decolagem. Não houve feridos no avião, apenas alguns danos materiais em terra causados por peças que atingiram alguns edifícios na ilha Batam.
No momento do acidente, um total de 39 aeronaves A380 estavam em operação com cinco companhias aéreas; Air France, Emirates, Lufthansa, Singapore Airlines e a própria  Qantas. O incidente levou à interdição temporária do resto da frota de cinco aviões A380 da Qantas. Também levou inspeções e substituições de motores em algumas outras aeronaves com motores Rolls-Royce em serviço com a Lufthansa e Singapore Airlines, mas as frotas A380 da Air France ou a Emirates, que são movidas por motores da Engine Alliance, não foram afetadas.

## Aeronave
A aeronave era um Airbus A380-842, o maior avião comercial do mundo, com registro VH-OQA, tendo entrado em serviço em 2008. A aeronave possuía quatro motores Rolls-Royce Trent 900, e era o primeiro A380 entregue para a Qantas. Após concluir os reparos em Singapura, estimados em US$ 139 milhões, a aeronave retornou a Sydney, em 22 de abril de 2012.

## Incidente

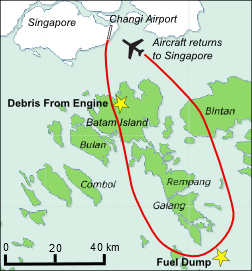
Trajeto da aeronave, partindo do Aeroporto de Singapura. Em sentido anti-horário, a primeira estrela representa o local onde se iniciou o incêndio na turbina. Já a segunda estrela representa o local onde se iniciou o vazamento de combustível.

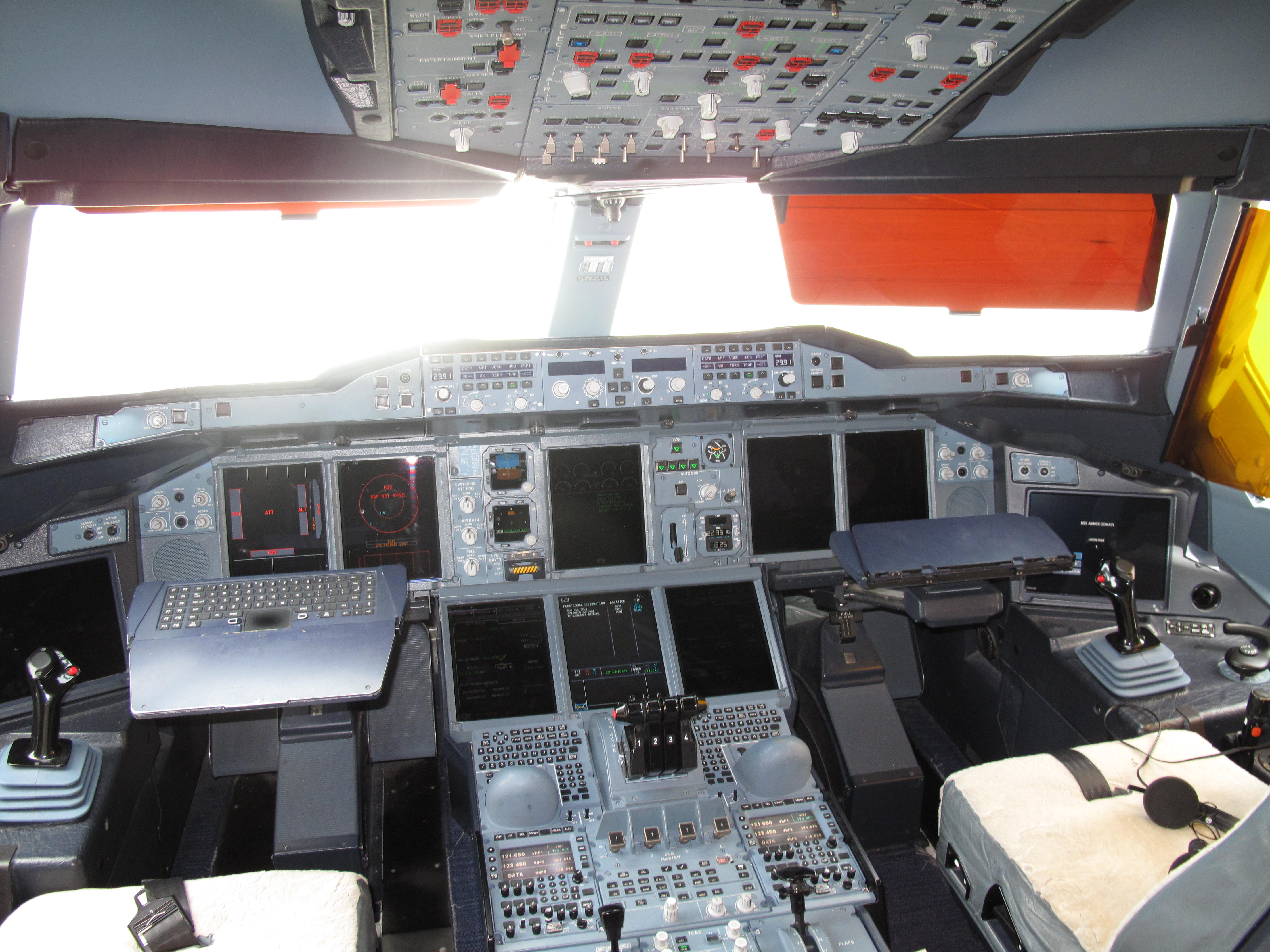
Painel de instrumentos do A380. Os pilotos receberam 54 mensagens de erro da aeronave.

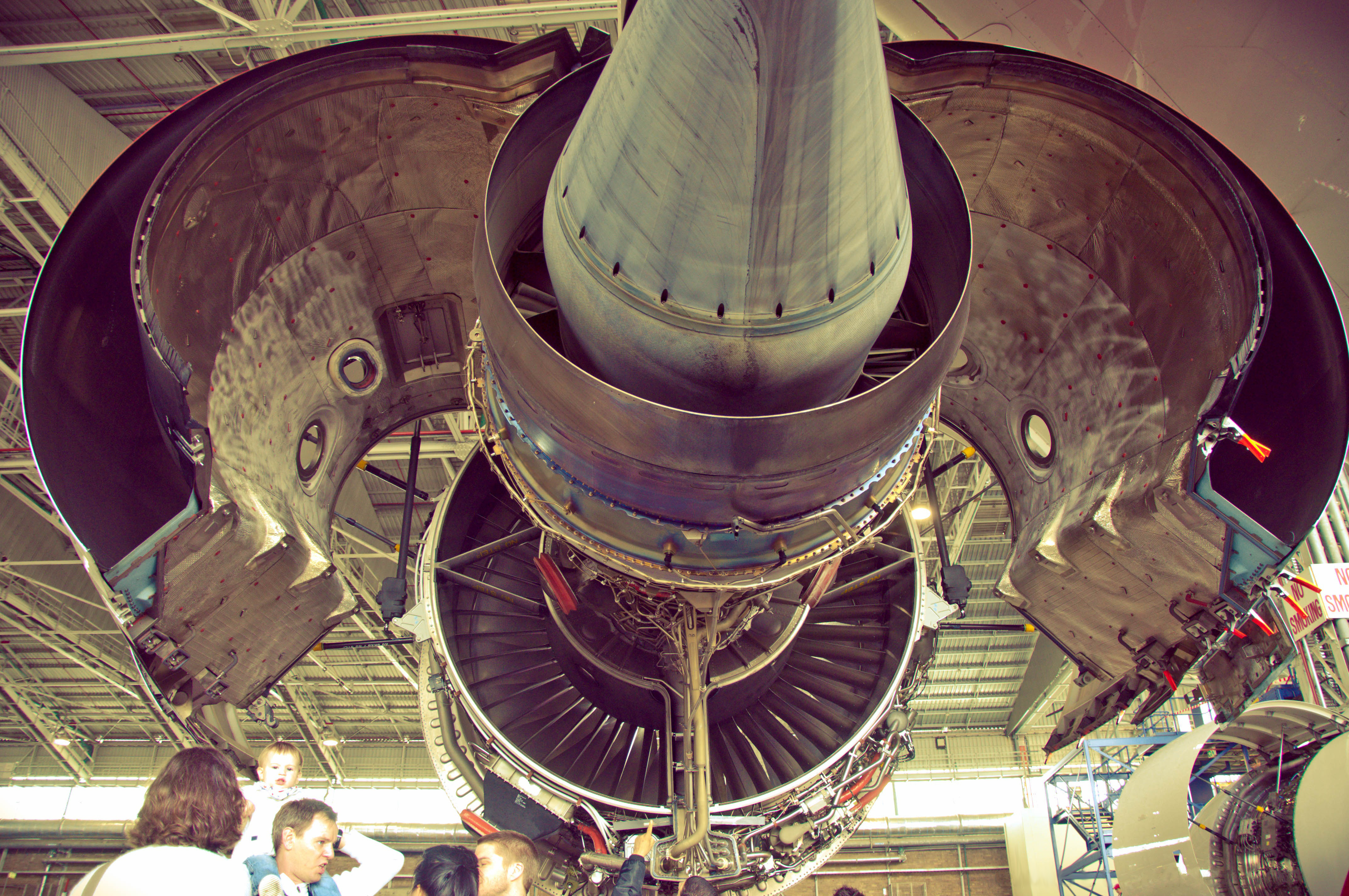
Motor danificado da aeronave, aberto para inspeções.

O incidente ocorreu as 10h01, UTC+8 (02h01 UTC), causado por uma falha do segundo motor, enquanto sobrevoavam a Ilha Batam, na Indonésia.
Parte do motor explodiu, perfurando parte da asa e danificando o tanque de combustível, causando vazamentos e um incêndio no mesmo.
A tripulação, depois de tentar controlar o avião, decidiu realizar um pouso de emergência no aeroporto de Changi, enquanto avaliavam o estado da aeronave. O co-piloto e o capitão avaliaram a distância de aterrissagem, para uma aterrissagem de 50 toneladas sobre o peso máximo para pouso em Changi. Com base nessas entradas, o LDPA não podia calcular a distância de aterrissagem. Após discussão, a tripulação decidiu remover insumos relacionados a pousos com pista molhada, no conhecimento de que a pista estava seca. O LDPA voltou então a informação de que o pouso seria viável, ainda com 100 metros de pista restante. O voo depois voltou para Singapura, pousando com segurança depois que a tripulação estendeu o trem de pouso por uma queda de gravidade do sistema de extensão de emergência, às 11h45 (UTC+8). Como resultado do pouso da aeronave a 35 nós mais rápido do que o normal, quatro pneus foram queimados.
Após o desembarque, a tripulação foi incapaz de desligar o motor 1, que teve de ser molhado por equipes de emergência três horas após o desembarque. Os pilotos analisaram a possibilidade de evacuar o avião imediatamente após o desembarque, como combustível estava vazando. O capitão, David Evans, falou em uma entrevista: 
| “ | Nós tinhamos uma situação onde há combustível, freios quentes e um motor que não podemos desligar. E realmente o lugar mais seguro estava a bordo da aeronave. Por isso, tivemos a tripulação de cabine, com uma fase de alerta, o tempo todo pronto para evacuar, as portas abertas, inflar os slides a qualquer momento. Com o tempo, esse perigo diminuiu e, felizmente, nós tivemos sorte o suficiente para retirar todos fora com muita calma e muito metodicamente através de um conjunto de escadas. | ” |

O avião estava com a bateria desativada e estava com apenas um rádio VHF para coordenar o procedimento de emergência com a equipe de bombeiros local.
Não houve feridos entre os 440 passageiros e tripulantes de 29 a bordo do avião. Apenas duas pessoas em terra se feriram quando foram atingidas por destroços.

## Consequências

### Mercado
Imediatamente após o incidente, as ações da Rolls-Royce plc caíram 5,5% na Bolsa de Valores de Londres, sua maior queda em 18 meses. As ações da Airbus também caíram.

### Interdição e substituição de motores
A Qantas e Singapore Airlines, que usam o mesmo motor Rolls-Royce em suas aeronaves A380, suas frotas A380 foram interditadas temporariamente após o acidente e foi realizada novas inspeções. A Singapore Airlines retomou as operações no dia seguinte.

## Remuneração e reparos
Em 22 de junho de 2011, a Qantas anunciou que havia concordado com a compensação da Rolls-Royce de AU$ 95 milhões (US$ 100 milhões). A aeronave envolvida no incidente foi reparada com um custo estimado de AU$ 139 milhões (US$ 145 milhões). A aeronave recebeu quatro novos motores, uma asa esquerda reparada (incluindo 6 km de fiação substituída), e teve grande teste no térreo e dois voos de teste. Ele voltou para a Austrália em 22 de abril de 2011, e foi programado para retornar ao serviço em 28 de abril de 2012. Os reparos adicionaram 94 kg (207 libras) para o peso da aeronave.